# 七条駅
七条駅（しちじょうえき）は京都府京都市東山区七条大橋東詰にある京阪電気鉄道京阪本線の駅。駅番号はKH37。

## 歴史

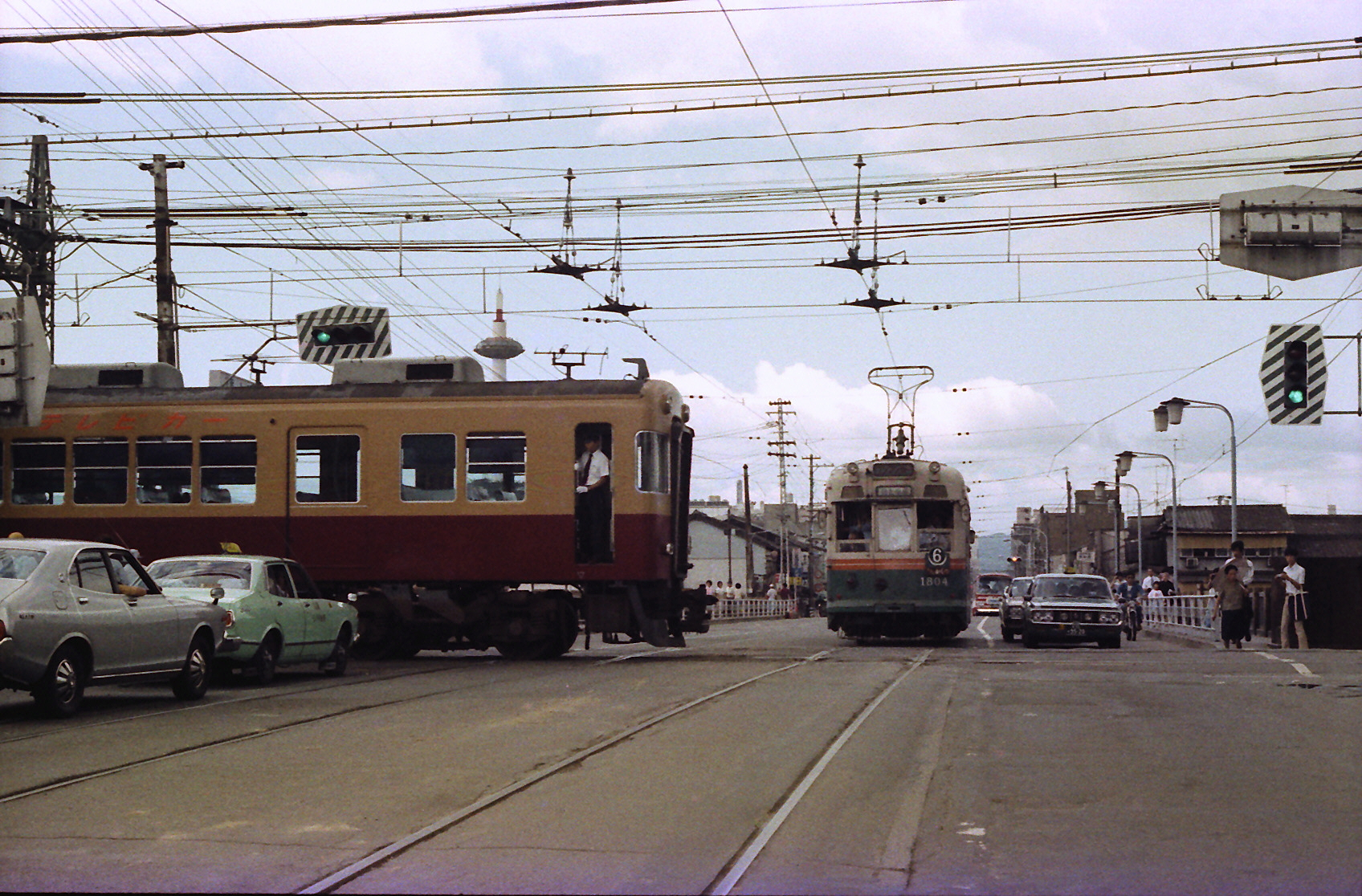
地上線時代の京阪電車と京都市電の交差の様子（1978年）

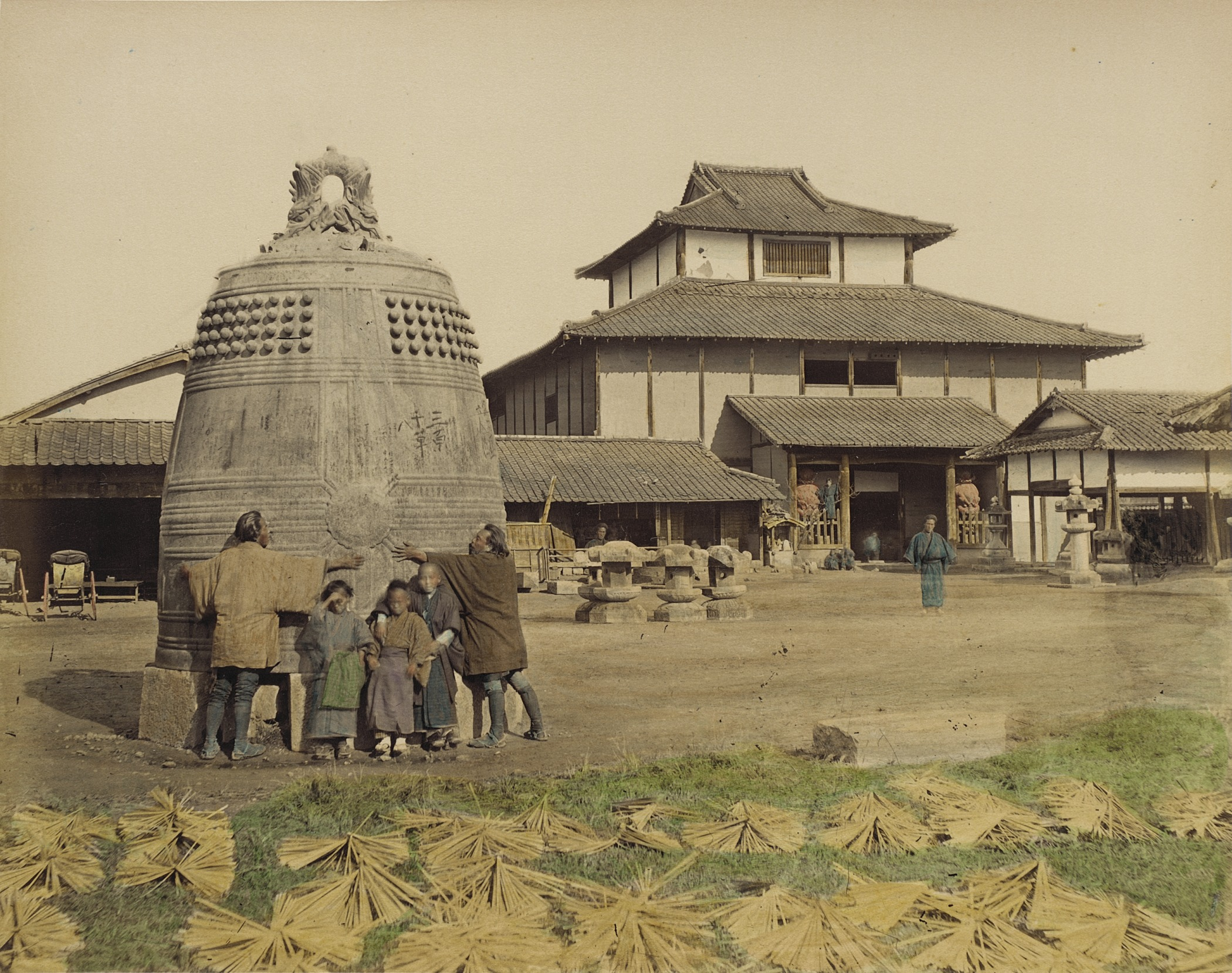
大仏前駅の駅名の由来となった、4代目大仏を安置する方広寺3代目大仏殿(1973年焼失)

京阪本線の開業当初は、七条大橋の北側の正面橋の付近に大仏前駅（駅名の由来は京の大仏を参照）、七条大橋の南側の塩小路橋の所に塩小路駅（1918年12月1日旅客営業廃止、1955年6月25日貨物営業廃止）が存在した。その後、京都市が七条通を拡幅して市電を敷設することになったため、乗換の便を図るべく大仏前駅を廃止し、その翌日に七条通に面した当駅が開業した。
当時の駅の構造は七条通を挟んで北側に大阪方面への下りホーム・南側に三条行きの上りホームが設置された千鳥配置で、下りホーム側に駅舎がある構造だった。四条駅（現・祇園四条駅）と同様に上りホームの利用者は一旦下りホーム側の駅舎で乗車券を購入した後、上りホームの改札を通る形になっていた。市電との平面交差で架線が邪魔になるので踏切遮断機が設けられず、駅員が赤旗で人や車を止めていた。遮断機が設置されたのは京都市電が廃止された後1978年10月以降のことだった。

### 年表
- 1913年（大正2年）4月27日：開業[3]。
- 1916年（大正5年）4月1日：急行停車駅となる[5]。
- 1935年（昭和10年）6月29日：鴨川大洪水により駅施設に大きな被害が発生する。7月1日に七条駅以南の運転を再開、同月3日に三条駅まで運転を再開する[6]。
- 1943年（昭和18年）10月1日：会社合併により京阪神急行電鉄（現 阪急電鉄）の駅となる。
- 1946年（昭和21年）1月20日：上りホームの床を支える木製桁が腐食で降車客15人が鴨川河川敷に転落する[7]。
- 1949年（昭和24年）12月1日：会社分離により京阪電気鉄道の駅となる。
- 1950年（昭和25年）9月1日：特急運転開始に伴い、特急停車駅となる[8]。
- 1963年（昭和38年）4月15日：駅名表記を、旧字体の「七條」から新字体の「七条」に変更する。
- 1965年（昭和40年）
  - 9月：京阪電鉄で初の車掌用ホーム監視カメラとモニターを導入[9]。
  - 12月30日：七条交差点で回送列車と自動車の接触事故が発生する[10]。
- 1978年（昭和53年）10月1日：京都市電の全廃（9月30日）により京都市電との平面交差を廃止する[3]。その後、七条通りは昇開式遮断機が設置され第3種踏切から第1種踏切になる。
- 1982年（昭和57年）4月：地下化工事に伴い線路を東側（琵琶湖疏水跡）へ、併せて三条行きホームを七条通り北側へそれぞれ移動し、七条通を挟んだ千鳥配置のホームを相対式ホームに変更する[4]。
- 1987年（昭和62年）
  - 5月24日：地下駅となる[11]。
  - 7月15日：浸水事故により当駅以北が終日運休し、当駅で折り返し運転を行う[11]。
- 1988年（昭和63年）
  - 5月10日：地下化工事が竣工する。地上線跡に川端通が開通する。
  - 9月1日：駅構内が終日禁煙となる[12]。
- 2008年（平成20年）3月14日：身障者対応エレベーターを設置する。この際、出町柳行き改札内にあったトイレを改札外に変更する[注 2]。
- 2011年（平成23年）4月1日：機械式駐輪場「エコステーション21七条西」が使用を開始する（同月15日、「エコステーション21七条東」も使用を開始）[13]。
- 2012年（平成24年）
  - 3月7日：下り（大阪行き）ホームの売店が閉店する。
  - 11月14日：ホーム異常通報装置を設置する[14]。
- 2015年（平成27年）春：駅ホーム・地下コンコースの照明がすべてLED照明に更新される[15]。
- 2016年（平成28年）
  - 3月15日：事故情報などをリアルタイムに知らせる「旅客案内ディスプレー」を設置[16]。
  - 3月19日：ダイヤ改正で日中の普通電車の運用が無くなり、準急・特急のみ停車する時間帯が生まれた。
  - 12月15日：下り（大阪行き）ホームのトイレのリニューアル工事が竣工[17]。

## 駅構造

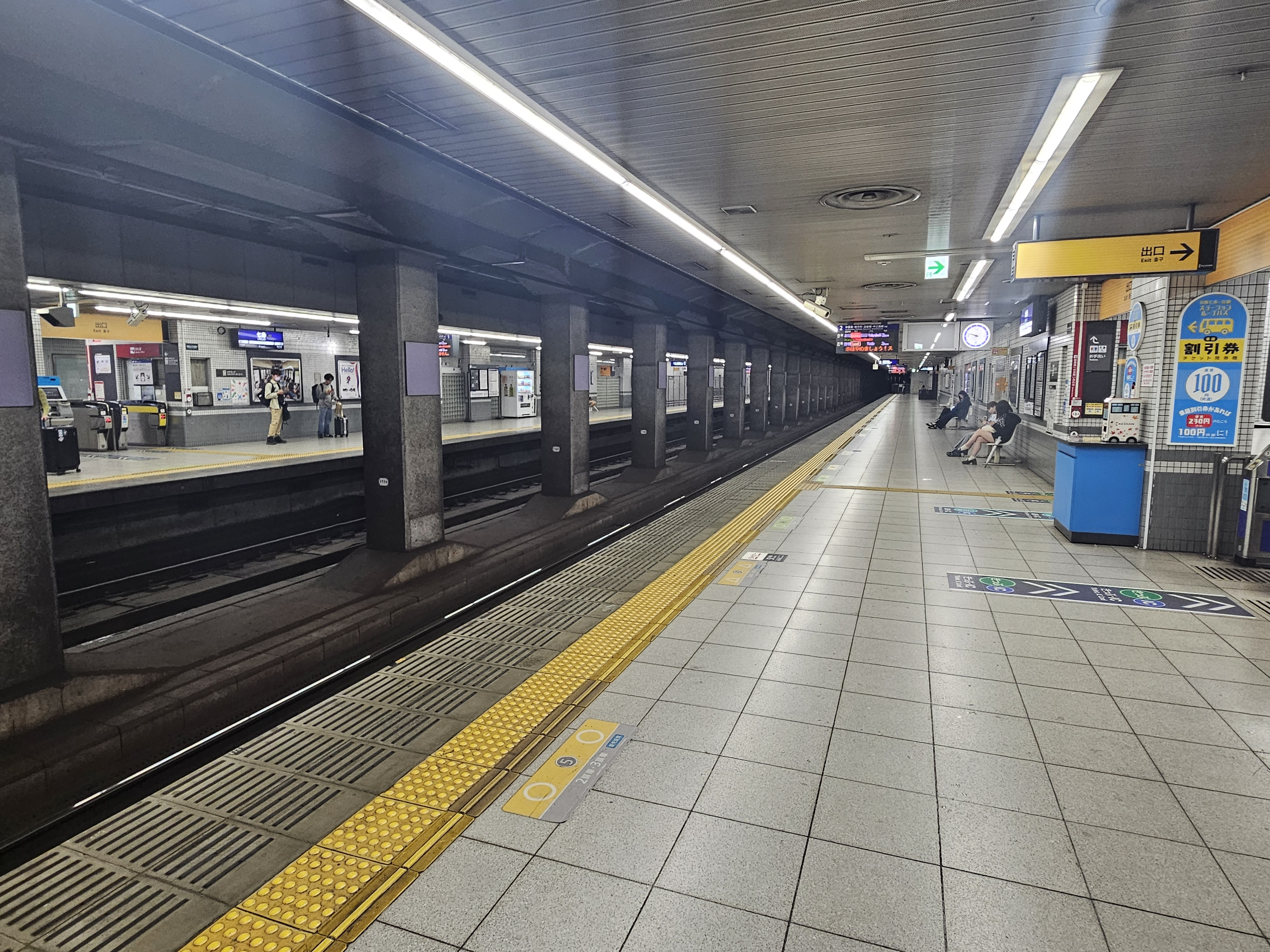
プラットホーム（2025年5月）
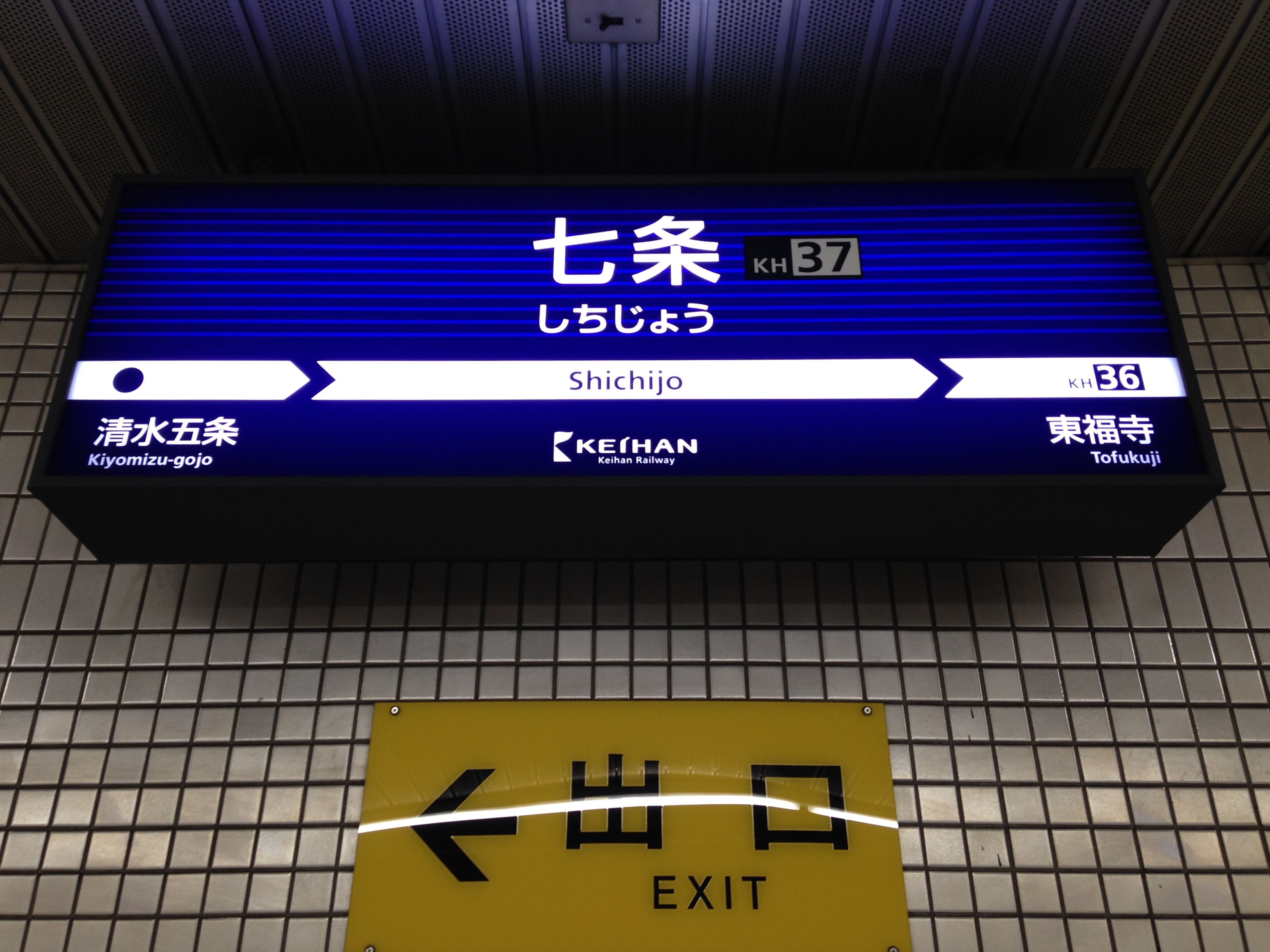
駅名標

七条大橋東詰、川端通と七条通との交差点の直下に位置し、相対式ホーム2面2線を有する地下駅である。清水五条寄りに非常用渡り線が設置されていたが、現在は撤去されている。この渡り線は地上駅時代にも設置されていたものである。
当駅は地下1階に改札およびホームを両方備える一層形式である。そのため、改札口は各ホーム毎に独立して設けられており、改札内には互いのホームを結ぶ通路が存在しないが、改札外の地下には反対側改札口への連絡通路が線路の下を通る構造をとって設けられている。このような構造のために、京阪にとっては当時行っていた折り返し乗車の扱いの運賃収受を確実にできるという産物もあった。
駅ホームのカラーリングは、「みやこぶりを表した高貴で奥ゆかしい『薄藤色（紫）』」とされた。

### のりば
| 番線 | 路線      | 方面 | 行先                 |
| ---- | --------- | ---- | -------------------- |
| 1    | ■京阪本線 | 上り | 三条・出町柳方面     |
| 2    | ■京阪本線 | 下り | 淀屋橋・中之島線方面 |

付記事項
- 上下ホームとも有効長は8両である。当駅以北の地下区間各駅では8両編成停車ができる。
- 駅の地下化時に、コンコース階の淀屋橋方面には宮永理吉作の壁画「鴨東連比」が、出町柳方面には西協友一作の幅4.4 m・高さ1.3 mの壁画「三十三間堂絵図」が設置された。なお、西脇は8800形2階建て特急車の壁面や三条駅のコンコースに画かれている時代祭行列図も手掛けている。

## 利用状況
2022年（令和4年）度の乗降客数は11,910人であった。
近年の1日あたり利用客数の推移は下記の通り。
| 年度   | 乗降人員 | 乗車人員 |
| ------ | -------- | -------- |
| 2008年 | 14,596   | 7,310    |
| 2009年 | 14,356   | 7,038    |
| 2010年 | 14,348   | 7,173    |
| 2011年 | 14,822   | 7,172    |
| 2012年 | 14,001   | 6,948    |
| 2013年 | 13,353   | 6,868    |
| 2014年 | 18,931   | 9,553    |
| 2015年 | 17,816   | 8,858    |
| 2016年 | 13,788   | 6,690    |
| 2017年 | 20,830   | 10,140   |
| 2018年 | 15,638   | 7,729    |
| 2019年 | 15,855   | 7,751    |
| 2020年 | 9,164    | 4,496    |
| 2021年 | 9,156    | 4,622    |
| 2022年 | 11,910   | 5,926    |

## 駅周辺
駅は川端通と七条通との交差点の地下にある。駅のすぐ西を鴨川が流れ、七条大橋がかかる。当駅と京都駅とは約1.2 kmの位置にある。

### 駅東側
- 京都国立博物館
- 豊国神社
- 方広寺
- 耳塚
- 三十三間堂
- 養源院
- 智積院
- 法住寺
  - 後白河法皇陵墓
- 妙法院
- 京都女子大学・京都女子中学校・高等学校
- ハイアットリージェンシー京都
- 京都大仏前郵便局
- 本町館 - 独立系の映画館。成人映画を上映している。

### 駅西側（鴨川対岸）
- 松明殿稲荷神社
- 渉成園
- 東本願寺
- 京都駅
- ひと・まち交流館 京都
- 柳原銀行記念資料館
- 京都七条米浜郵便局
- 京都塩小路郵便局
- 任天堂旧本社（「山内任天堂」時代の本社） - 2022年ホテル丸福樓として開業。

## バス路線
バス停留所は、駅前の七条大橋東詰（七条通と川端通との交差点）の七条通沿いに設置されている。
なお、呼称は社局によって異なる。駅名は「しちじょう」だが、京阪バスを除き、バス停は「ななじょう」と読む（京阪バスのみが「しちじょうけいはんまえ」と称す）。
七条京阪前バス停
- 七条通東行
  - 京都市営バス（Aのりば）
    - 86号系統：東山通 祇園・平安神宮 行
    - 88号系統：東福寺・京都駅八条口 行
    - 206号系統：東山通  高野・北大路バスターミナル 方面
    - 208号系統：東福寺・九条車庫 方面

  - 京都バス
    - 18系統：東山通・銀閣寺 八瀬・大原 行
    - 臨東山系統：東山通  高野橋東詰 行
- 七条通西行
  - 京都市営バス（Bのりば）
    - 86号系統・88号系統：京都駅・京都水族館・鉄道博物館 行
    - 206号系統：京都駅 四条大宮 方面
    - 208号系統：京都駅 西大路七条・西大路駅 方面

  - 京都バス
    - 18系統： 京都駅行
    - 臨東山系統： 京都駅行
- 川端通南行
  - 京都市営バス（Cのりば）
    - 南5号系統：稲荷大社・竹田駅東口・横大路車庫 行

  - 京阪京都交通
    - フラワーライン：京都駅八条口・光華女子学園 行
- 川端通北行
  - 京都市営バス（Dのりば）
    - 南5号系統：京都駅 行

  - 京阪バス
    - 300号経路（京都ステーションループバス）：京都駅（ザ・サウザンド キョウト前） 行、梅小路・ホテルエミオン京都 行

京阪七条バス停
- プリンセスライン
  - 京都女子大学 行
  - 京都駅八条口 行

## 塩小路駅
七条駅が開設される前の、京阪本線が開通した1910年（明治43年）4月15日に開設された駅。七条駅の1筋南側の塩小路通の南側に造られた。京阪本線の建設中に塩小路通 - 五条通間の土地買収が遅れ、塩小路駅からの暫定開業も検討されたが、京都市より「（軌道敷設の免許付で）鴨川と琵琶湖疏水の間の堤防に線路を敷いては」との提案を受け入れて鴨川縁に線路が敷設されたため、始発駅として暫定開業は無くなり途中駅として開業した。その後京都市の都市計画に基づき1913年（大正2年）4月に七条通りが拡幅され市電が通され、連絡のために七条駅が建設されたが大仏前駅のように代替で廃止されることなく、1918年（大正7年）11月30日まで5年半にわたって旅客営業を続け、旅客営業廃止後も貨物専用駅として1955年（昭和30年）6月25日の貨物輸送の廃止まで貨物駅として存在した。
貨物運輸は1913年（大正2年）7月4日に開始され、1937年（昭和12年）6月のダイヤ時点では塩小路駅 - 天満橋駅間に定期貨物電車が3往復、不定期が3往復、塩小路駅始発で中書島駅で宇治線へ乗り入れ往復後に天満橋駅へ運行する列車が1本設定されていた。戦後も1946年（昭和21年）2月時点で1日2往復、1953年（昭和28年）9月には1往復の定期貨物電車が運行されていた。この当時は、塩小路通りの踏切を越えたところで一旦停車し、後退して塩小路駅構内に入り、天満橋行きは一度三条駅まで北上してから折り返して運行された。

## 隣の駅
京阪電気鉄道
京阪本線
■快速特急「洛楽」
京橋駅 (KH04) - 七条駅 (KH37) - 祇園四条駅 (KH39)
□ライナー（平日のみ運転）・■特急・■通勤快急（平日下りのみ運転）・■快速急行
丹波橋駅 (KH30) - 七条駅 (KH37) - 祇園四条駅 (KH39)
■急行
伏見稲荷駅 (KH34) - 七条駅 (KH37) - 清水五条駅 (KH38)
■通勤準急（平日下りのみ運転）・■準急・■普通
東福寺駅 (KH36) - 七条駅 (KH37) - 清水五条駅 (KH38)
- 括弧内は駅番号を示す。